# Ꞃ
Cette page contient des caractères spéciaux ou non latins. S’ils s’affichent mal (▯, ?, etc.), consultez la page d’aide Unicode.
Ꞃ (minuscule : ꞃ), appelé R insulaire, est une lettre additionnelle utilisée dans des textes médiévaux en même temps que le r ‹ R r › et le r de ronde ‹ Ꝛ ꝛ ›.

## Représentation informatique
Le R insulaire peut être représenté par les caractères Unicode (latin étendu D) suivants :
| formes    | représentations | chaînes de caractères | points de code | descriptions                        |
| --------- | --------------- | --------------------- | -------------- | ----------------------------------- |
| capitale  | Ꞃ               | Ꞃ                     | U+A782         | lettre majuscule latine r insulaire |
| minuscule | ꞃ               | ꞃ                     | U+A783         | lettre minuscule latine r insulaire |